# Lee Kyu-hyeok
Lee Kyu-hyeok (kor. 이규혁; ur. 16 marca 1978 w Seulu) – południowokoreański łyżwiarz szybki, wielokrotny medalista mistrzostw świata oraz zimowych igrzysk azjatyckich.

## Kariera
Specjalizuje się w biegach na krótkich dystansach. W 1994 roku, w wieku 15 lat, wystartował na igrzyskach olimpijskich w Lillehammer, jednak plasował się w czwartej dziesiątce. W tym samym roku był też między innymi czwarty podczas mistrzostw świata juniorów w Berlinie. Czwarte miejsca zajmował także na rozgrywanych w dwóch kolejnych latach mistrzostwach świata juniorów w Seinäjoki i mistrzostwach świata juniorów w Calgary. W 1998 roku brał udział w igrzyskach w Nagano, gdzie był ósmy w biegu na 500 m i trzynasty na dwukrotnie dłuższym dystansie. Na rozgrywanych cztery lata później igrzyskach olimpijskich w Salt Lake City trzykrotnie plasował się w czołowej dziesiątce, jednakże poza podium. W biegu na 500 m był piąty, a w biegach na 1000 i 1500 m zajmował ósmą pozycję. Blisko medalu był podczas igrzysk w Turynie w 2006 roku, jednak rywalizację na 1000 m ostatecznie zakończył na czwarty miejscu. W walce o medal lepszy okazał się Holender Erben Wennemars. W tym samym roku czwarte miejsce Lee zajął również na sprinterskich mistrzostwach świata w Heerenveen, przegrywając walkę o podium z Janem Bosem z Holandii. Po raz pierwszy na podium międzynarodowej imprezy stanął w 2007 roku, zwyciężając na sprinterskich mistrzostwach świata w Hamar. Blisko dwa miesiące później zdobył też brązowy medal w biegu na 1000 m podczas dystansowych mistrzostw świata w Salt Lake City. W zawodach tych wyprzedzili go jedynie Amerykanin Shani Davis i Kanadyjczyk Denny Morrison. Kolejne dwa medale zdobył w 2008 roku. Najpierw obronił mistrza świata w sprincie podczas MŚ w Heerenveen, a następnie wywalczył srebrny medal na 500 m podczas dystansowych mistrzostw świata w Nagano, gdzie przegrał tylko z Jeremym Wotherspoonem z Kanady. Srebro na 500 m zdobył też na mistrzostwach świata w Richmond w 2009 roku, tym razem ulegając Lee Kang-seokowi. Z igrzysk w Vancouver w 2010 roku wrócił bez medalu, jednak w tym samym roku zdobył złoto na sprinterskich mistrzostwach świata w Obihiro. Zwyciężał również podczas mistrzostw świata w sprincie w Heerenveen i w biegu na 500 m podczas dystansowych mistrzostw świata w Inzell w 2011 roku. Ostatni medal zdobył na rozgrywanych rok później mistrzostwach świata w wieloboju sprinterskim w Calgary, gdzie był drugi. W zawodach zwyciężył Holender Stefan Groothuis, a trzecie miejsce zajął kolejny Koreańczyk - Mo Tae-bum. Lee brał także udział w igrzyskach olimpijskich w Soczi w 2014 roku, jednak w biegu na 500 m był osiemnasty, a na 1000 m uplasował się trzy pozycje niżej. Wielokrotnie stawał na podium zawodów Pucharu Świata, odnosząc przy tym czternaście zwycięstw. W sezonach 2006/2007 i 2010/2011 zajmował drugie miejsce w klasyfikacji końcowej 1000 m, a w sezonie 2010/2011 był też drugi w klasyfikacji 500 m.
Jego ojciec - Lee Ik-hwan oraz brat, Lee Kyu-hyun również uprawiali łyżwiarstwo szybkie.

## Osiągnięcia

### Igrzyska olimpijskie
- Lillehammer 1994
  - 36. miejsce – (500 m); 32. miejsce – (1000 m)
- Nagano 1998
  - 8. miejsce – (500 m); 13. miejsce – (1000 m)
- Salt Lake City 2002
  - 5. miejsce – (500 m); 8. miejsce – (1000 m); 8. miejsce – (1500 m)
- Turyn 2006
  - 17. miejsce – (500 m); 4. miejsce – (1000 m)
- Vancouver 2010
  - 15. miejsce – (500 m); 9. miejsce – (1000 m)
- Soczi 2014
  - 17. miejsce – (500 m); 21. miejsce – (1000 m)

### Mistrzostwa świata
- Mistrzostwa świata na dystansach

|      | 500 m  | 1000 m | 1500 m |
| ---- | ------ | ------ | ------ |
| 2000 | 15.    | 12.    | -      |
| 2001 | 5.     | 4.     | -      |
| 2003 | -      | 10.    | 24.    |
| 2004 | 13.    | 15.    | -      |
| 2005 | 21.    | 22.    | -      |
| 2007 | 4.     | brąz   | -      |
| 2008 | srebro | 6.     | -      |
| 2009 | srebro | 7.     | -      |
| 2011 | złoto  | 4.     | -      |

- Mistrzostwa świata w wieloboju sprinterskim

1998: 12. miejsce
2001: 9. miejsce
2002: 6. miejsce
2003: 6. miejsce
2004: 20. miejsce
2005: 11. miejsce
2006: 4. miejsce
2007:  1. miejsce
2008:  1. miejsce
2009: DSQ
2010:  1. miejsce
2011:  1. miejsce
2012:  2. miejsce